# Liparetrus monartus
Liparetrus monartus är en skalbaggsart som beskrevs av Britton 1980. Liparetrus monartus ingår i släktet Liparetrus och familjen Melolonthidae. Inga underarter finns listade i Catalogue of Life.